# Ledtelevisie

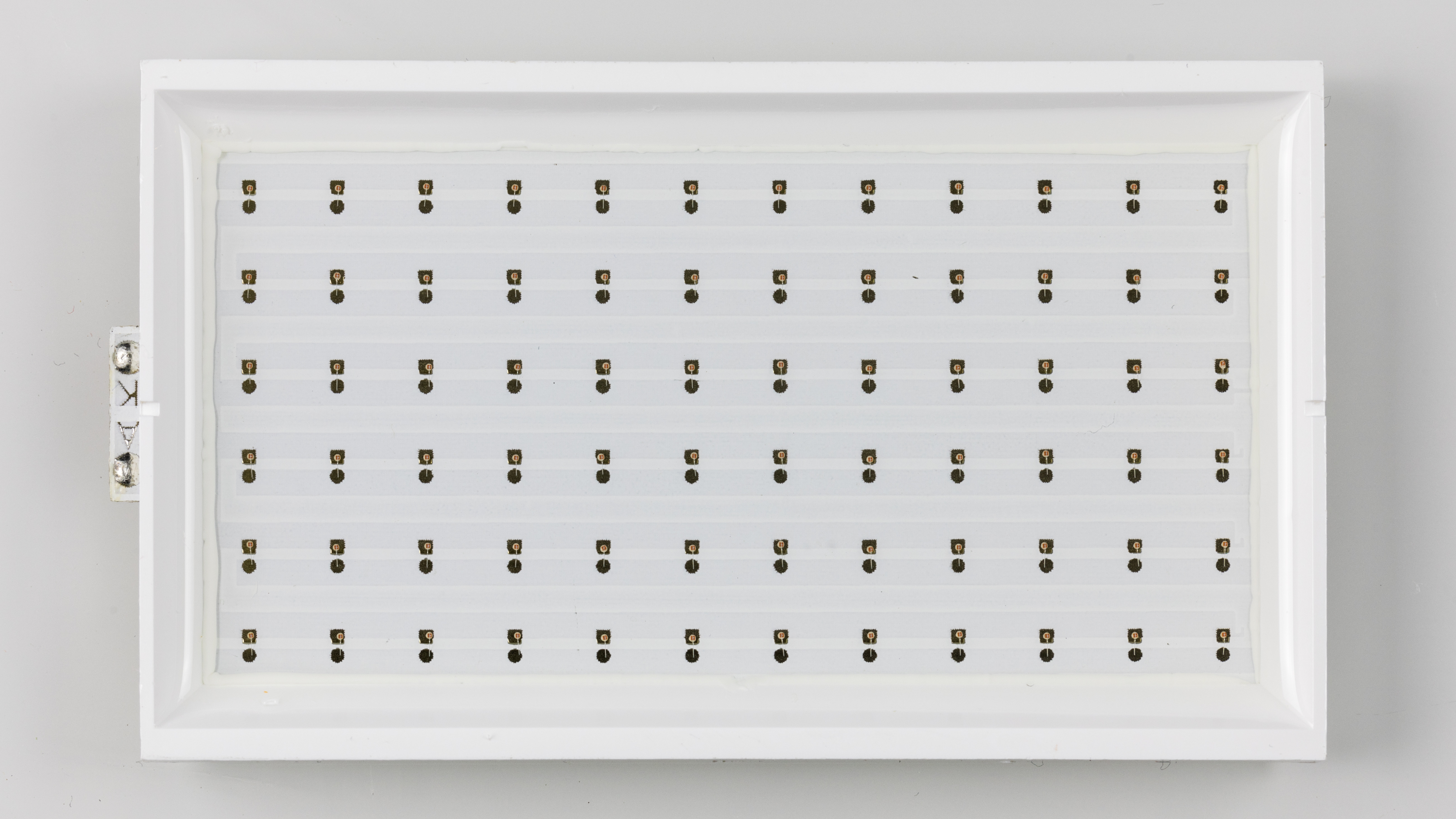
Een cluster van leds

Een led-televisie is een televisie die gebruikmaakt van leds als licht-of weergavebron. Het is een term die voor verschillende typen televisieschermen gebruikt wordt en daardoor aanleiding kan geven tot verwarring. Tv-producenten zoals Samsung, Philips, Sony, Panasonic gebruiken om commerciële redenen de term led-tv voor een lcd-tv met led-backlight.
De term ledtelevisie kan verwijzen naar 3 verschillende technologieën die gebruikmaken van lichtemitterende diodes:
- Tv's met led-backlight: televisies op basis van lcd-techniek
- Led-displays: displays opgebouwd uit grote aantallen ledlampjes
- Oled- en amoled-tv's: televisies met louter leds voor de beeldweergave